# Джорджо Россано
Джорджо Россано (італ. Giorgio Rossano, нар. 20 березня 1939, Турин — пом. 13 лютого 2016, В'яреджо) — італійський футболіст, що грав на позиції півзахисника.
Виступав, зокрема, за клуби «Ювентус» та «Мілан», а також молодіжну збірну Італії.
Володар Кубка чемпіонів УЄФА. Чемпіон Італії. Володар Кубка Італії. 

## Клубна кар'єра
У дорослому футболі дебютував 1958 року виступами за команду клубу «Порденоне», в якій провів один сезон, взявши участь у 30 матчах чемпіонату. 
Своєю грою за цю команду привернув увагу представників тренерського штабу клубу «Ювентус», до складу якого приєднався 1959 року. Відіграв за «стару сеньйору» наступний сезон своєї ігрової кар'єри, протягом якого до основного складу не пробився, провівши лише одну гру в чемпіонаті. Проте того сезону виборов титул чемпіона Італії, став володарем Кубка Італії.
Сезон 1960/61 років провів в оренди у клубі «Барі», якому, утім, не зміг допомогти уникнути пониження в класі до Серії B.
1961 року повернувся до «Ювентуса», в якому знову не зміг стати основним гравцем, провівши за сезон 10 ігор в чемпіонаті. 
З 1962 року один сезон захищав кольори команди клубу «Мілан», де також не зміг пробитися до «основи». Не став гравцем основного складу і в своїх наступних командах — «Варезе» та «Палермо», за які також відіграв по сезону.
Завершив професійну ігрову кар'єру у нижчоліговому «К'єрі», за команду якого виступав протягом 1965—1966 років.
Помер 13 лютого 2016 року на 77-му році життя у місті В'яреджо.

## Виступи за збірну
Протягом 1960–1961 років залучався до складу молодіжної збірної Італії. На молодіжному рівні зіграв у 7 офіційних матчах, забив 5 голів. У складі збірної був учасником  футбольного турніру на Олімпійських іграх 1960 року у Римі, на якому ітіалійці задовільнилися четвертим місцем, а Россано став найкращим бомбардиром команди з чотирма голами у чотирьох іграх.

## Титули і досягнення
- Володар Кубка чемпіонів УЄФА (1):

«Мілан»:  1962–63
- Чемпіон Італії (1):

«Ювентус»:  1959–60
- Володар Кубка Італії (1):

«Ювентус»:  1959–60